# フランチェスカ・ビラーニ
フランチェスカ・ビラーニ（Francesca Villani、1995年5月30日 - ）は、イタリアの女子バレーボール選手。ポジションはアウトサイドヒッター。イタリア代表。

## 来歴

### クラブチーム
プラート出身。2013年、当時セリエA2だったイル・ビゾンテ・フィレンツェへ入団。2014/15シーズンはPolisportiva Filottrano Pallavoloへ移籍し、2年間プレーした。2016/17シーズンはVolley Hermaea Olbiaと契約し、1年間プレーした。2017/18シーズンはセリエA2のVolley Millenium Bresciaへ移籍し、セリエA2優勝に貢献し、翌シーズンのセリエA1昇格を果たした。2019/20シーズンはセリエA1のFVブスト・アルシーツィオへ移籍し1年間プレーした。2020/21シーズンはキエーリ'76・バレーボールと契約し、セリエA1リーグでは2020/21、2021/22シーズンで6位、2022/23シーズンは5位となった。また、2023年のChallenge Cupで優勝し、MVPを受賞した。2023/24シーズンからはサヴィーノ・デルベーネ・スカンディッチへ移籍した。

### 代表チーム
アンダーカテゴリーの代表として2012年、ジュニアの欧州選手権で銅メダルを獲得。2019年、シニア代表に初選出され、同年のモントルーバレーマスターズに出場。2023年、代表復帰し同年のネーションズリーグとパリ五輪予選に出場した。

## 球歴
- 欧州選手権 - 2023年
- ネーションズリーグ - 2023年

## 受賞歴
- 2023年 - Challenge Cup MVP

## 所属クラブ
- イル・ビゾンテ・フィレンツェ（2013-2014年）
- Polisportiva Filottrano Pallavolo（2014-2016年）
- Volley Hermaea Olbia（2016-2017年）
- Volley Millenium Brescia（2017-2019年）
- FVブスト・アルシーツィオ（2019-2020年）
- キエーリ'76・バレーボール（2020-2023年）
- サヴィーノ・デルベーネ・スカンディッチ（2023-2024年）
- イゴール・ゴルゴンゾーラ・ノヴァーラ（2024年-）